# Маунт Џој (Пенсилванија)
Маунт Џој (енгл. Mount Joy) град је у америчкој савезној држави Пенсилванија.

## Демографија
По попису из 2010. године број становника је 7.410, што је 645 (9,5%) становника више него 2000. године.
| Група             | 2000.         | 2010.         |
| Белци             | 6.363 (94,1%) | 6.508 (87,8%) |
| Афроамериканци    | 100 (1,5%)    | 187 (2,5%)    |
| Азијати           | 34 (0,5%)     | 58 (0,8%)     |
| Хиспаноамериканци | 209 (3,1%)    | 549 (7,4%)    |
| Укупно            | 6.765         | 7.410         |